# Rheinstraße 16/16a (Rheinbreitbach)

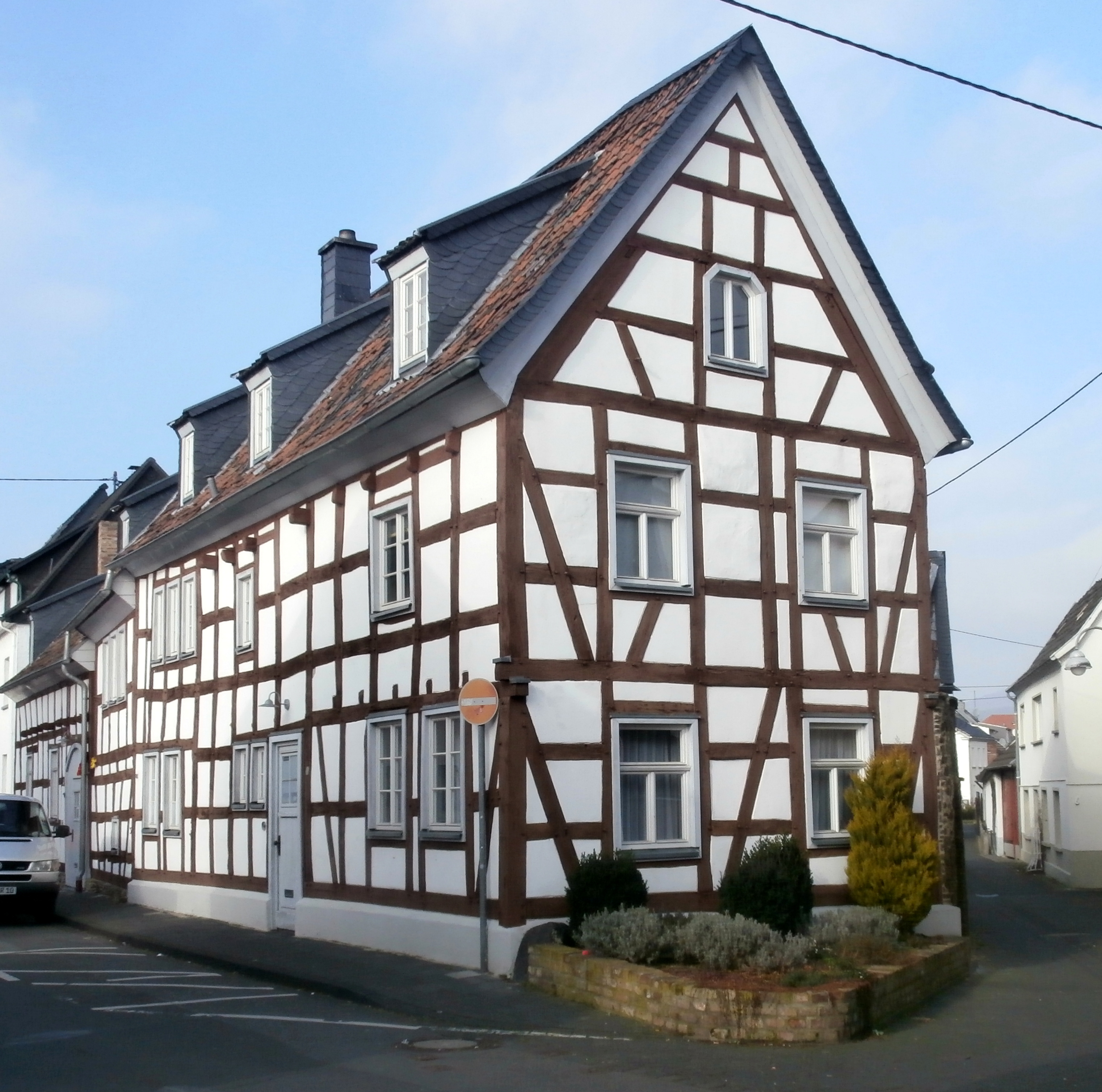
Waldorfhof, Rheinstraße 16/16a (2015)

Das Gebäude Rheinstraße 16/16a (auch Waldorfhof genannt) ist ein Fachwerkhof in Rheinbreitbach, einer Ortsgemeinde im rheinland-pfälzischen Landkreis Neuwied. Er geht auf das 17. Jahrhundert zurück und steht als eines der ältesten Gebäude des Ortes als Kulturdenkmal unter Denkmalschutz.

## Lage
Der Fachwerkhof liegt im Westen des Rheinbreitbacher Ortszentrums an der Ecke Rheinstraße/Im Irsbich auf 73 m ü. NHN.

## Geschichte
Der Waldhorfhof wurde von einer Familie „Kentenich aus Kempis“ errichtet, einer Gravur im Schlussstein des Kellerzugangs nach im Jahre 1638. Später ging er in den Besitz der bereits im 16. Jahrhundert als Weinbauern erwähnten Familie „von Waldorf“ über, die dem Hof seinen Namen gab. Seinerzeit war er einer der größten Winzerhöfe in Rheinbreitbach. Im 18. Jahrhundert kamen Wirtschaftsgebäude in Fachwerk hinzu, das heutige Erscheinungsbild erhielt der Hof im 19. Jahrhundert. Ende der 1990er-Jahre präsentierte sich das Gebäude im fortgeschrittenen Zustand des Verfalls. Nach zweijährigem Leerstand erfolgte von April bis Ende 2001 – die endgültige Fertigstellung wurde mit einer Einweihungsfeier im Juli 2002 besiegelt – eine umfassende, denkmalgerechte Restaurierung des Fachwerkhofs. Dabei wurde das Fachwerkskelett um 50 cm nach oben angehoben.

## Gebäude
Der Waldorfhof ist ein auf 28 m langgestreckter Fachwerkhof (Streckhof), der in einer seltenen Konstruktionsart sowohl in Ständer- als auch in Rähmbauweise errichtet ist. Das Gebäude verfügt über einen Bruchstein-Gewölbekeller mit eingelassenen Nischen. Als ungewöhnlich gilt eine schräge Tordurchfahrt als Teil einer Natursteinmauer. Der jüngsten Renovierung entstammen 60 neue Gefache unter Verwendung von Lehmziegeln aus Niedersachsen sowie das mit handgefertigten „Roggenstrohpuppen“ verfestigte Dach aus sog. „Schüttelpfannen“.